# FC Vaduz
FC Vaduz är en fotbollsklubb från staden Vaduz i Liechtenstein. Klubben bildades den 14 februari 1932.
FC Vaduz är den mest framgångsrika klubben genom tiderna i Liechtenstein. De 63 finalerna och de 49 segrarna i den inhemska turneringen Liechtensteiner Cups 80-åriga historia vittar om detta. Eftersom lagen från Liechtenstein till vardags spelar i det schweiziska ligasystemet är Liechtensteiner Cup den enda värdemätaren hur en klubb står sig i landet.
FC Vaduz spelade säsongen 2008/2009 för första gången i den schweiziska högstaligan Schweiziska superligan, men slutade sist och degraderades till andradivisionen Challenge League. Klubben har sedan dess spelat ytterligare fyra säsonger i högstaligan, senast säsongen 2020/2021.
Som vinnare av Liechtensteiner Cup har FC Vaduz många gånger fått pröva sina vingar i olika Uefa-turneringar, men man har aldrig varit särskilt framgångsrika och i de nedlagda turneringarna Cupvinnarcupen och Uefacupen nådde man som bäst andra kvalomgången. Det är istället i nystartade Uefa Europa League som klubben nått sin största internationella framgång då man nådde tredje kvalomgången säsongen 2009/2010.
FC Vaduz spelar likt Liechtensteins landslag på Rheinpark Stadion i Vaduz.